# Campionato mondiale di baseball Under-15
Il Campionato mondiale di baseball Under-15 è la massima competizione di baseball riservata agli atleti di età inferiore ai quindici anni (Under-15) ed è organizzato dalla IBAF.

## Edizioni
| Anno | Ospitante    |                                                              | Medaglie                                                     | Medaglie                                                     | Medaglie | Medaglie |
| Anno | Ospitante    | Oro                                                          | Argento                                                      | Bronzo                                                       | Bronzo   |          |
| 1989 | Giappone     | Giappone                                                     | Taipei cinese                                                | Cina                                                         |          |          |
| 1990 | Messico      | Giappone                                                     | Brasile                                                      | Cuba                                                         |          |          |
| 1991 | Australia    | Taipei cinese                                                | Giappone                                                     | Brasile                                                      |          |          |
| 1993 | Brasile      | Brasile                                                      | Taipei cinese                                                | Corea del Sud                                                |          |          |
| 1994 | Messico      | Cuba                                                         | Rep. Dominicana                                              | Brasile                                                      |          |          |
| 1995 | Brasile      | Cuba                                                         | Brasile                                                      | Stati Uniti                                                  |          |          |
| 1996 | Giappone     | Corea del Sud                                                | Cuba                                                         | Taipei cinese                                                |          |          |
| 1997 | Taiwan       | Cuba                                                         | Taipei cinese                                                | Australia                                                    |          |          |
| 1998 | >Stati Uniti | Stati Uniti                                                  | Taipei cinese                                                | Venezuela                                                    |          |          |
| 2001 | Messico      | Stati Uniti                                                  | Venezuela                                                    | Australia                                                    |          |          |
| 2003 | Taiwan       | Stati Uniti                                                  | Taipei cinese                                                | Cuba                                                         |          |          |
| 2005 | Messico      | Cuba                                                         | Stati Uniti                                                  | Australia                                                    |          |          |
| 2007 | Venezuela    | IBAF ha sospeso il Venezuela dall'ospitare la manifestazione | IBAF ha sospeso il Venezuela dall'ospitare la manifestazione | IBAF ha sospeso il Venezuela dall'ospitare la manifestazione |          |          |
| 2009 | Taiwan       | Stati Uniti                                                  | Cuba                                                         | Messico                                                      |          |          |
| 2011 | Messico      | Stati Uniti                                                  | Cuba                                                         | Giappone                                                     |          |          |
| 2012 | Chihuahua    | Venezuela                                                    | Cuba                                                         | Taipei cinese                                                |          |          |
| 2014 | Mazatlán     | Cuba                                                         | Stati Uniti                                                  | Venezuela                                                    |          |          |
| 2016 | Iwaki        | Cuba                                                         | Giappone                                                     | Stati Uniti                                                  |          |          |
| 2018 | Chitré       | Stati Uniti                                                  | Panama                                                       | Taipei cinese                                                |          |          |
| 2016 | Hermosillo   | Stati Uniti                                                  | Cuba                                                         | Taipei cinese                                                |          |          |
| 2024 | Barranquilla |                                                              |                                                              |                                                              |          |          |

## Medagliere
| -  | Nazione         | Oro | Argento | Bronzo | Totale |
| -- | --------------- | --- | ------- | ------ | ------ |
| 1  | Stati Uniti     | 7   | 2       | 1      | 10     |
| 2  | Cuba            | 5   | 5       | 2      | 12     |
| 3  | Giappone        | 2   | 1       | 1      | 4      |
| 4  | Taipei cinese   | 1   | 5       | 4      | 10     |
| 5  | Brasile         | 1   | 2       | 2      | 5      |
| 6  | Venezuela       | 1   | 1       | 2      | 4      |
| 7  | Corea del Sud   | 1   | 0       | 1      | 2      |
| 8  | Rep. Dominicana | 0   | 1       | 0      | 1      |
| 8  | Panama          | 0   | 1       | 0      | 1      |
| 10 | Australia       | 0   | 0       | 3      | 3      |
| 11 | Cina            | 0   | 0       | 1      | 1      |
| 11 | Messico         | 0   | 0       | 1      | 1      |